# 詹姆斯堡 (新澤西州)
詹姆斯堡（英語：Jamesburg）是位於美國新澤西州米德爾塞克斯縣的自治市鎮。

## 人口
根據2020年美國人口普查的數據，詹姆斯堡的面積為2.31平方千米，當中陸地面積為2.29平方千米，而水域面積為0.02平方千米。當地共有人口5783人，而人口密度為每平方千米2,503人。